# Clarke Fraser
Clarke F. Fraser est un spécialiste en génétique médicale québécois né le 29 mars 1920 à Norwich (Connecticut, États-Unis) et mort le 17 décembre 2014.

## Biographie
Il est considéré comme l'un des plus grands spécialistes canadiens de la génétique humaine et médicale. Il obtient en 1945 un doctorat en génétique, puis en 1950 un doctorat en médecine de l'Université McGill. Il est devenu professeur de génétique à l'Université McGill en 1950. Il a été promu professeur émérite en 1985.
Lors de ses recherches dans le domaine de la tératologie, discipline analysant les aberrations des programmes de développement qui aboutissent aux malformations, il explique les mécanismes responsables des malformations congénitales en mettant en évidence leur nature multifactorielle. 

## Distinctions
- 1966 - Membre de la Société royale du Canada
- 1979 - Prix William Allan de l'American Society of Human Genetics
- 1980 - Prix d'excellence de la Société de génétique du Canada
- 1985 - Officier de l'Ordre du Canada
- 1995 - Prix Michel-Sarrazin
- 1999 - Prix Wilder-Penfield